# Stephen Bunting
Stephen Bunting (* 9. April 1985 in Liverpool, England) ist ein englischer Dartspieler. Sein Spitzname „The Bullet“ spielt auf die hohe Geschwindigkeit, mit der seine Darts im Board landen, an.
Im Januar 2014 wurde er Weltmeister bei der British Darts Organisation (BDO). Mit 7:4 gewann er im Finale gegen den Engländer Alan Norris. Wenige Tage nach dem Titelgewinn wechselte Bunting zur Professional Darts Corporation (PDC).
Nach der PDC World Darts Championship 2015 konnte er durch eine Wildcard an der Premier League Darts 2015 teilnehmen, wo er den 8. Platz belegte. Sein größter Erfolg bei der PDC ist der Gewinn des Masters 2024.
Seine frühere Einlaufmusik Surfin’ Bird war eine Anspielung auf seine damalige Ähnlichkeit zur Zeichentrickfigur Peter Griffin aus Family Guy, da dies der Lieblingssong von Peter ist.

## Karriere

### 2000–2007: Jugendspieler und Anfänge bei der BDO
Stephen Bunting wurde erstmals durch den Sieg im Finale des Lancashire Open im Januar 2000 bekannt, indem er Darryl Fitton bezwang. Daraufhin begann er die Turniere der British Darts Organisation bzw. der World Darts Federation zu spielen und etablierte sich schnell als eines der größten Nachwuchstalente des Dartsport. Im Jahr 2001 glänzte er sowohl mit einem Sieg bei den British Teenage Open als auch dem WDF World Youth Cup sowie dem World Youth Masters. Auch den WDF Europe Cup Youth ein Jahr später entschied Bunting für sich. Sein erstes Herrenmajor-Turnier, die World Masters 2002, beendete Stephen Bunting mit einem gewonnenen Spiel in der Runde der letzten 64. 2003 nahm Bunting außerdem erstmals an der World Darts Trophy teil, verlor jedoch sein Erstrundenmatch gegen Gary Robson. Beim Doeland Grand Masters entschied Bunting seine Vorrundengruppe für sich und traf im Viertelfinale auf Tony O’Shea, welcher ihn mit 3:2 in Sätzen besiegte.
Im Jahr 2004 qualifizierte sich Bunting dann erstmals für die BDO World Darts Championship. In der ersten Runde schlug er im letzten Satz den Niederländer Vincent van der Voort, schied dann jedoch im Achtelfinale gegen Ted Hankey aus.
2004 gelangen Bunting zwei Halbfinals auf der Tour bei den Dutch Open und den Swedish Open sowie der erstmalige Achtelfinaleinzug beim World Masters, in dem er sich gegen Turniersieger Mervyn King geschlagen geben musste.
Bei der BDO World Darts Championship 2005 war bereits in Runde 1 Schluss, nachdem er gegen John Henderson keinen Satz hatte gewinnen können. Generell verlief das Jahr 2005 eher erfolglos für The Bullet, weshalb er 2006 auch erstmals wieder nicht zum WM-Teilnehmerfeld gehörte. 2006 setzte sich diese Entwicklung fort und 2007 nahm Bunting erstmals kein Majorturnier mit.

### 2008–2011: Etablierung und Major-Viertelfinals
Erst 2008 konnte Bunting wieder Erfolge einfahren. Im Finale der Northern Ireland Open schlug er Darryl Fitton mit 2:0 und sicherte sich damit seinen ersten Herrentitel in der WDF. Beim World Masters schied Bunting nach zwei gewonnenen Matches aus.
2009 nahm Bunting dann wieder an der BDO World Darts Championship teil. Er verlor allerdings erneut sein Erstrundenmatch, diesmal mit 1:3 gegen Gary Robson. Wenig später stand er im Finale der German Open, welches John Henderson für sich entschied.
Im Juli 2009 gewann Bunting das British Classic, als er sich mit 2:1 im Endspiel gegen Scott Waites durchsetzte. Beim World Masters gewann Bunting diesmal drei Spiele.
Die BDO World Darts Championship 2010 begann Bunting erstmals wieder mit einem Sieg. Im Erstrundenmatch gegen Ian White gab er keinen Satz ab. Selbiges tat dann aber Tony O’Shea mit ihm im Achtelfinale.
Im September 2010 errang Bunting einen Turniersieg beim England Classic, indem er im Finale mit 6:0 gegen Tony West gewann.
Die BDO World Darts Championship 2011 sollte seine bis dahin erfolgreichste werden. In der ersten Runde gewann Bunting mit 3:0 gegen Brian Woods. Nachdem er auch in der zweiten Runde den Grand-Slam-Gewinner Scott Waites hatte schlagen können, stand Bunting erstmals im Viertelfinale einer Herren-WM. Dies verlor er dann aber auch mit 1:5 gegen Finalist Dean Winstanley.
Im darauffolgenden Jahr stand Bunting in mehreren Finals auf der Tour, wovon er das England Classic und das Tops of Ghent auch gewann. Im World Masters 2011 stand Bunting ebenso wie bei der WM erstmals im Viertelfinale, verlor dort aber mit 0:3 gegen Ross Montgomery.

### 2012–2014: Erste Major-Siege und WM-Titel
Trotz dieser Erfolge qualifizierte sich Bunting nicht für die BDO World Darts Championship 2012, gewann jedoch im März das Welsh Classic.
Im Mai 2012 spielte Bunting erstmals ein Turnier der Professional Darts Corporation, bei welchem er sich für die UK Open qualifizierte. Bei seiner ersten PDC-Major-Teilnahme gewann Bunting die Vorrunde mit 4:0 gegen Glen Durrant und auch in der ersten Runde war er gegen Jamie Robinson siegreich, bevor er mit 3:4 gegen James Wade verlor.
Wenig später gelangen ihm Turniersiege beim Granite City Open sowie dem BDO Gold Cup, wo er im Finale Wayne Warren besiegte. Dazu kommt ein Finale beim British Classic im Juli.
Beim World Masters 2012 errang Stephen Bunting seinen ersten Major-Titel im Darts. Siege gab es dort der Reihenfolge nach gegen Rick Hofstra, Benito van de Pas, Jim Williams und Wesley Harms, bevor er sich im Finale mit 7:4 gegen Tony O’Shea durchsetzte. Es folgte ein Finale beim Tops of Ghent sowie ein Sieg bei den Sunparks Masters, bevor Bunting im Dezember seinen zweiten Major-Sieg einfuhr. Im Finale des Zuiderduin Masters setzte er sich mit 5:0 gegen Alan Norris durch.
Bei der folgenden BDO World Darts Championship war Bunting erstmals als Nummer 1 der BDO Invitational Table gesetzt. In der ersten Runde setzte er sich mit 3:2 gegen James Wilson durch, bevor er sich bereits in Runde zwei seinem Landsmann Darryl Fitton mit 2:4 geschlagen geben musste.
Das folgende Jahr 2013 sollte das bis dahin erfolgreichste werden für Bunting. Elf Titel sicherte er sich auf der BDO/WDF-Tour, darunter die erfolgreiche Titelverteidigung beim World Masters, indem er keinen Satz an seinen Gegner James Wilson abschenkte. Dieser besiegte ihn dafür im Finale des Zuiderduin Masters 2013. Außerdem errang er zusammen mit Tony O’Shea den Doppeltitel beim WDF World Cup. Das Einzelfinale verlor er gegen Wesley Harms. Außerdem qualifizierte sich Bunting erneut für die UK Open, bei denen er nach drei Siegen gegen Peter Wright verlor.
Bei der BDO World Darts Championship 2014 war Bunting erneut als bester Spieler der BDO gesetzt. In der ersten Runde setzte er sich ohne große Probleme gegen den US-Amerikaner Jim Widmayer mit 3:1 durch. Im Spiel gegen Dave Prins darauf spielte Bunting einen Average von über 100 Punkten und gab an seinen Gegner keinen Satz ab. Auch gegen seinen Viertelfinalgegner Rick Hofstra konnte er gewinnen, ein 5:2 reichte für den erstmaligen Einzug ins Halbfinale. Auch seinen dort auf ihn wartenden Gegner Robbie Green konnte Bunting ohne Mühe besiegen und stand nach dem 6:1 im Halbfinale erstmals in einem BDO-WM-Finale. Dort kam es zur Neuauflage des Zuiderduin-Finals von 2012 gegen Alan Norris, in dem sich erneut Bunting durchsetzte und mit 7:4 in Sätzen erstmals BDO-Weltmeister wurde. Für seinen Turniersieg kassierte The Bullet £ 100.000 Preisgeld.

### 2014: Wechsel zur PDC
Als Halbfinalist der BDO-WM bekam Bunting das Angebot für eine PDC Tour Card, welches er als Einziger annahm und somit die British Darts Organisation offiziell verließ.
Sein erster Sieg in einem PDC-Turnier ließ nicht lange auf sich warten: Am 8. Februar 2014 spielte sich Bunting in das Finale des UK Open Qualifiers 2, indem er Andrew Gilding mit 6:5 besiegte. Bei den UK Open selbst gewann Bunting dann allerdings nur ein Spiel.
Bei den Players Championships 2014 kam Bunting zweimal ins Halb- und einmal ins Viertelfinale. Bei den German Darts Masters ging er außerdem erstmals bei einem European-Tour-Event an den Start und erreichte auf Anhieb nach Siegen über Ross Smith, Justin Pipe, Brendan Dolan und Vincent van der Voort das Halbfinale, welches er mit 3:6 gegen Turniersieger und Darts Legende Phil Taylor verlor.
Über die PDC Pro Tour Order of Merit qualifizierte sich Bunting auf Anhieb für das World Matchplay. Dort traf er in der ersten Runde auf Peter Wright und setzte sich mit 10:6 in Legs durch, bevor er in der nächsten Runde von Gary Anderson geschlagen wurde.
Beim Sydney Darts Masters 2014, einem Turnier der World Series of Darts, spielte sich Bunting nach Siegen über John Weber, Peter Wright und James Wade in sein erstes PDC-TV-Finale, wo er sich Phil Taylor mit 3:11 geschlagen geben musste. Beim European Darts Grand Prix eine Woche später erreichte er sein zweites European-Tour-Halbfinale, diesmal beendete Michael Smith seinen Lauf.
Im Oktober 2014 ging Bunting beim World Grand Prix an den Start. In der ersten Runde besiegte er Ronnie Baxter ohne Satzverlust mit 2:0. Im Achtelfinale ging es dann deutlich knapper zu, doch auch hier schlug Bunting seinen Gegner Peter Wright und zog ins Viertelfinale ein. Im Spiel gegen Richie Burnett setzte sich abermals The Bullet mit 3:1 in Sätzen durch und stand damit erstmals im Halbfinale eines PDC-Majors. Dort konnte er allerdings gegen Michael van Gerwen, der bei diesem Turnier seinen ersten Major-Titel holen sollte, keinen Satz verlor 0:4.
Bei der European Darts Championship gewann Bunting im ersten Match mit 6:1 gegen Andy Hamilton, bevor im Achtelfinale Phil Taylor wartete. Die beiden lieferten sich ein hochkarätiges Match mit besserem Ausgang für Bunting, der beim Stand von 9:9 68 Punkte über Triple-5, 13 Doppel-20 checkte. Im Viertelfinale traf er dann auf den späteren Finalisten Terry Jenkins und musste sich mit 7:10 geschlagen geben.
Als BDO-Weltmeister qualifizierte sich Bunting für den Grand Slam of Darts 2014. Dort war Bunting als Nummer 3 in Gruppe H gesetzt und gewann alle seine Vorrundenspiele gegen Wesley Harms, Gary Anderson und Dean Winstanley. Im Achtelfinale gelang ihm dann ein 10:8-Erfolg gegen James Wade, bevor er im Viertelfinale mit 9:16 gegen Mervyn King verlor. Bei den Players Championship Finals zog Bunting nach einem Sieg über Steve Beaton in die zweite Runde ein, in welcher er sich gegen Gary Anderson geschlagen geben musste.
Im Dezember 2014 trat Bunting erstmals bei der PDC World Darts Championship an. Nach einem erfolgreichen ersten Jahr bei der PDC war Bunting als Nummer 27 der PDC Order of Merit gesetzt und traf in der ersten Runde auf den damals noch für Kroatien spielenden Robert Marijanović, welchen er mit 3:1 in Sätzen besiegen konnte. In Runde 2 traf er auf den weit höher gesetzten James Wade, welchen er ebenfalls mit nur einem Satzverlust schlagen konnte. Auch gegen seinen Achtelfinalgegner Michael Smith konnte er mit 4:2 stand somit bei seiner ersten PDC-WM-Teilnahme direkt im Viertelfinale. Dort lieferte er sich einen großen Kampf mit Ex-Weltmeister Raymond van Barneveld, welcher bis in den letzten Satz ging, in dem Barney ihn mit 3:0 besiegen und das Viertelfinale für sich entscheiden konnte.

### 2015–2016: Aufstieg in die Darts-Elite
Bunting wurde nach dieser beeindruckenden Saison für die Premier League Darts 2015 berufen, welche er auf Rang 8 in der Tabelle abschloss.
Auf der PDC Pro Tour konnte Bunting nicht direkt an seine Erfolge aus dem Vorjahr anschließen. Ein Mal erreichte er im Verlauf des Jahres das Halbfinale, insgesamt sechs Mal das Viertelfinale, unter anderem bei den International Darts Open. Bei den UK Open 2015 startete Bunting in der zweiten Runde, kämpfte sich jedoch nach teil knappen Matches bis ins Halbfinale, wo er einen 10:0-Whitewash durch Peter Wright kassierte.
Auf der World Series of Darts 2015 war Bunting erneut vertreten und erreichte dort dreimal die zweite Runde. Beim World Matchplay verlor er sein Erstrundenmatch mit 6:10 gegen Ian White. Auch beim World Grand Prix war nach einem Spiel Schluss, hier hieß der Gegner Mark Webster. Bei der European Darts Championship 2015 konnte Bunting in der ersten Runde seine Matchplay-Niederlage gegen Ian White wieder gut machen und gewann mit 6:5, in der zweiten Runde verlor er allerdings gegen Dave Chisnall. Bei den World Series of Darts Finals gewann Bunting sein erstes Match gegen Rowby-John Rodriguez mit 6:4, schied jedoch mit 3:10 gegen Phil Taylor im Viertelfinale aus. Zum Abschluss der Saison vor der WM konnte Bunting auch bei den Players Championship Finals nicht so richtig glänzen und verlor in Runde eins gegen Benito van de Pas.
Bei der PDC World Darts Championship 2016 startete Bunting als gesetzte Nummer 17 ins Turnier. In der ersten Runde gewann er ohne Probleme gegen Jyhan Artut mit 3:0 in Sätzen. In der zweiten Runde allerdings wartete sein Viertelfinalgegner Raymond van Barneveld, welcher ihn erneut im letzten Satz schlagen konnte. Dieses Mal wurde dieser allerdings in der Verlängerung entschieden, indem van Barneveld, nachdem Bunting die 170 verpasst hatte, mit dem ersten Dart die Doppel-20 traf und damit ins Achtelfinale einzog.
Nach der Weltmeisterschaft kletterte Bunting um einen Platz in der Order of Merit nach oben und war damit erstmals beim Masters startberechtigt. Dort traf er in Runde 1 auf Michael van Gerwen, gegen den er nur ein Leg von elf gewinnen konnte. Bei den UK Open scheiterte Bunting im Achtelfinale an Joe Cullen.
Auf der PDC Pro Tour 2016 errang Bunting seinen zweiten PDC-Titel. Beim Players Championship 2 konnte er sein Erstrundenaus gegen Michael van Gerwen beim Masters wieder gut machen und besiegte ihn im Finale mit 6:4. Hinzu kommen weitere Erfolge auf der European Tour wie ein Halbfinale bei den European Darts Open und zwei Viertelfinals bei den Austrian Darts Open und dem European Darts Grand Prix.
Beim World Matchplay 2016 schied Bunting erneut in Runde 1 aus, diesmal mit 8:10 gegen Mensur Suljović. Beim World Grand Prix hingegen gewann er sein Erstrundenmatch mit 2:1 gegen Robert Thornton, bevor er im Achtelfinale mit 0:3 an Kim Huybrechts scheiterte. Auch bei der European Darts Championship kam Bunting ins Achtelfinale, hier musste er sich aber gegen Jelle Klaasen geschlagen geben. Bei den Players Championship Finals gelang ihm kein Sieg.
Bei der PDC World Darts Championship 2017 war Bunting als Nummer 16 der Welt gesetzt und wäre somit auch in Runde zwei sicher auf einen niedriger platzierten Spieler getroffen. Soweit kam es allerdings gar nicht erst, da ihn sein Erstrundengegner Darren Webster bis in den finalen Satz zwang und ihn dort in der Verlängerung besiegen konnte.

### 2017–2019: ein Major-Viertelfinale und Ausbleiben der WM-Siege
Auch die PDC Pro Tour 2017 startete eher bescheiden für Bunting. Bis zum August stand er nur einmal im Viertelfinale, beim European Darts Matchplay, und beim World Matchplay war zum dritten Mal in Folge in Runde eins Schluss. Am ersten Augustwochenende erreichte Bunting bei den Players Championships 17 und 18 das Viertel- bzw. das Halbfinale und kam beim Players Championship 20 sogar bis ins Finale, welches er mit 4:6 gegen Mensur Suljović verlor. Dieses Turnier war die Generalprobe für den World Grand Prix 2017 und Buntings Leistung zuvor ließ zunächst auf ein gutes Ergebnis hoffen. Er schied jedoch auch hier bereits in Runde eins aus, nachdem er mit 1:2 in Sätzen gegen Peter Wright verloren hatte.
Bei der European Darts Championship ging es für Bunting dann noch einmal in Runde zwei, in der er sich Daryl Gurney geschlagen geben musste, bevor er einen erfolgreichen Grand-Slam-Qualifier spielte und somit zum ersten Mal seit 2014 für den Grand Slam of Darts spielberechtigt war. Dort konnte er an die Leistung von damals anknüpfen und gewann erneut seine Gruppe gegen Jeffrey de Zwaan, Dave Chisnall und Scott Mitchell, bevor er im Achtelfinale mit 4:10 von Phil Taylor gestoppt wurde. Auch bei den eine Woche später ausgetragenen Players Championship Finals zog Bunting ins Achtelfinale ein und schloss die Saison zumindest mit zwei Erfolgen ab.
Die PDC World Darts Championship hingegen lief erneut nicht nach Buntings Vorstellungen. Trotz eines Averages von über 98 Punkten verlor er gegen einen überragend spielenden Dimitri Van den Bergh mit 1:3, welcher daraufhin noch bis ins Viertelfinale durchmarschierte.
Auf der PDC Pro Tour 2018 erreichte Bunting drei Halbfinals, davon eines beim European Darts Matchplay, und fünf Viertelfinals, davon eines bei den Dutch Darts Masters.
Bei den ersten vier Major-Turnieren des Jahres 2018, an denen Bunting teilnahm, schied er in der Runde der letzten 32 aus, was bei World Matchplay, World Grand Prix und European Darts Championship jeweils Erstrundenniederlagen bedeuteten. Erst beim Grand Slam of Darts konnte dieser Trend gestoppt werden, indem er zum dritten Mal bei der dritten Teilnahme den Gruppensieg erreichte, diesmal neben Scott Mitchell gegen Martin Schindler und Mensur Suljović, bevor er im Achtelfinale an wie bei der WM zuvor an Dimitri Van den Bergh scheiterte. Bei den Players Championship Finals kam Bunting nach Siegen über Richard North, Madars Razma und Peter Wright ins Viertelfinale, indem er mit 7:10 gegen Danny Noppert verlor.
Auf einen erneut positiven Saisonabschluss folgte erneut eine enttäuschende WM. Bei der PDC World Darts Championship 2019 war Bunting zwar als Nummer 18 der PDC Order of Merit in Runde zwei gesetzt, er verlor jedoch erneut sein erstes Spiel gegen den zukünftigen PDC-World-Youth-Championship-Sieger Luke Humphries mit 1:3. Bunting konnte sich dennoch um einen Platz in der Rangliste verbessern und rückte für den ausfallenden Gary Anderson in das Masters nach. Dort siegte er zunächst gegen Darren Webster, bevor er mit 4:10 gegen Dave Chisnall verlor.

### 2019–2023: Zwischenzeitliches Karriere-Tief und WM-Halbfinale
Auf der PDC Pro Tour 2019 kam Bunting zweimal ins Finale. Zunächst traf er im Endspiel des Players Championship 14 auf Jeffrey de Zwaan, welcher ihn mit 8:2 besiegte. Außerdem spielte er sich ins Finale der Czech Darts Open, welches er gegen Jamie Hughes mit 3:8 verlor.
Beim World Matchplay überstand Bunting erstmals seit 2014 wieder die erste Runde und zog sogar ins Viertelfinale ein, nachdem er sowohl Gerwyn Price als auch Ian White in der Verlängerung – Ersteren sogar im Last-Leg-Decider – hatte besiegen können. Gegen Viertelfinalgegner und späteren Turniersieger Rob Cross waren keine Extra-Legs nötig um das Spiel zu entscheiden und Bunting verlor am Ende mit 14:16. Beim World Grand Prix gewann Bunting in Rinde eins mit 2:0 in Sätzen gegen Jonny Clayton, bevor er von Dave Chisnall mit 3:0 besiegt wurde. Auch bei der European Darts Championship 2019 kam Bunting ins Achtelfinale, während er die Players Championship Finals sogar mit einem Viertelfinaleinzug abschloss.
Bei der PDC World Darts Championship 2020 war Bunting als Nummer 17 der Welt gesetzt und gewann erstmals seit 2016 wieder sein erstes Spiel. Gegen José Justicia setzte er sich wenn auch erst in der Verlängerung mit 3:2 durch. In der dritten Runde traf er dann auf Jonny Clayton und glänzte mit einem 4:0-Sieg. Erst im Achtelfinale wurde er vom späteren Finalisten und Titelverteidiger Michael van Gerwen gestoppt, welcher ihn ebenfalls mit 4:0 in Sätzen besiegte.
Bei den UK Open 2020 kam Bunting erstmals seit 2016 wieder ins Achtelfinale. Bei den Players Championships kam Bunting zweimal ins Halbfinale und zweimal ins Viertelfinale. Das World Matchplay verpasste er dennoch knapp und auch beim World Grand Prix durfte Bunting nicht antreten, hier lag der Grund allerdings bei einem positiven Coronavirus-Test. Aufgrund fehlender Teilnahmen bei der European Darts Tour qualifizierte sich Bunting auch nicht für die European Darts Championship 2020. Erst bei den Players Championship Finals 2020 durfte er wieder antreten, enttäuschte jedoch mit einem Erstrundenaus gegen Ryan Murray.
Die PDC World Darts Championship 2021 sollte hingegen seine bisher erfolgreichste werden. Als Nummer 26 der PDC Order of Merit für Runde 2 gesetzt, tat er sich zunächst schwer mit seinem ersten Gegner Andy Boulton, den er erst im Last-Leg-Decider mit einem 84er-Finish über Triple-20, Doppel-12 besiegen konnte. In der zweiten Runde wartete James Wade auf ihn, welcher zwar einen Neun-Darter werfen konnte, ansonsten aber nicht zu seinem Spiel fand und mit 4:2 von The Bullet geschlagen wurde. Im Achtelfinale traf er dann auf Ryan Searle und musste wie schon in seiner ersten Partie bis in den Last-Leg-Decider hinein, wo er dann die Doppel-20 unter Druck traf und somit zum zweiten Mal bei einer PDC-Weltmeisterschaft ins Viertelfinale einzog. Dort wartete Krzysztof Ratajski auf ihn, welcher zuvor in einem nervenzermürbenden Match Gabriel Clemens aus dem Turnier geworfen hatte. Gegen Ratajski führte Bunting zunächst mit 3:0, bevor The Polish Eagle noch auf ein 3:4 herankam. Im achten Satz ließ Bunting seinem Gegner allerdings keine Chance und qualifizierte sich somit erstmals für ein PDC-WM-Halbfinale. Dies bestritt er gegen den im Jahr 2020 groß aufspielenden Gerwyn Price. Auch hier führte Bunting zwischenzeitlich mit 3:1 in Sätzen, bevor Price sich in beeindruckender Manier zurück kämpfte und mit einem 3:1 im zehnten Satz ins Finale einzog. Bunting hingegen strich für seine Leistung insgesamt £ 100.000 ein und qualifizierte sich zum dritten Mal in seiner Karriere für das Masters. Dort unterlag er jedoch Joe Cullen mit 4:6. Bei den Players Championships 2021 spielte er beim Players Championship 10 gegen Ron Meulenkamp einen Neun-Darter und gewann das Players Championship 17.
Beim World Matchplay 2021 traf Bunting auf Gary Anderson, gegen den er mit 5:10 verlor. Deutlich besser verlief seine Teilnahme beim World Grand Prix. Mit einem 2:0-Erfolg über Daryl Gurney startete er ins Turnier. Auch die nächste Hürde, den an Nummer 4 gesetzten James Wade, überstand Bunting mit 3:1 relativ problemlos. Im Viertelfinale konnte er dann, erneut mit 3:1, gegen Ryan Searle zog somit erstmals seit 2014 wieder in das Halbfinale des Turniers ein. Erneut war jedoch hier Schluss. Mit 2:4 verlor Bunting gegen die Nummer eins der Welt Gerwyn Price.
Über den Tour Card Holder Qualifier qualifizierte sich Bunting zum vierten Mal für den Grand Slam of Darts 2021. In einer engen Gruppe gelang Bunting ein Sieg gegen Chris Dobey, die anderen beiden Matches verlor er und schied damit in der Gruppenphase aus.

### Seit 2024: Erster Major-Titel bei der PDC
Anfang Februar 2024 erreichte er beim Masters nach Siegen über Ross Smith, Luke Humphries, Peter Wright und Nathan Aspinall erstmals ein PDC-Major-Finale, welches er mit 11:7 gegen Michael van Gerwen gewann. Bei der WM 2025 rückte er bis ins Halbfinale vor, in dem er Luke Littler unterlag. Anschließend wurde er nach zehn Jahren Pause zum zweiten Mal für die Premier League Darts nominiert.

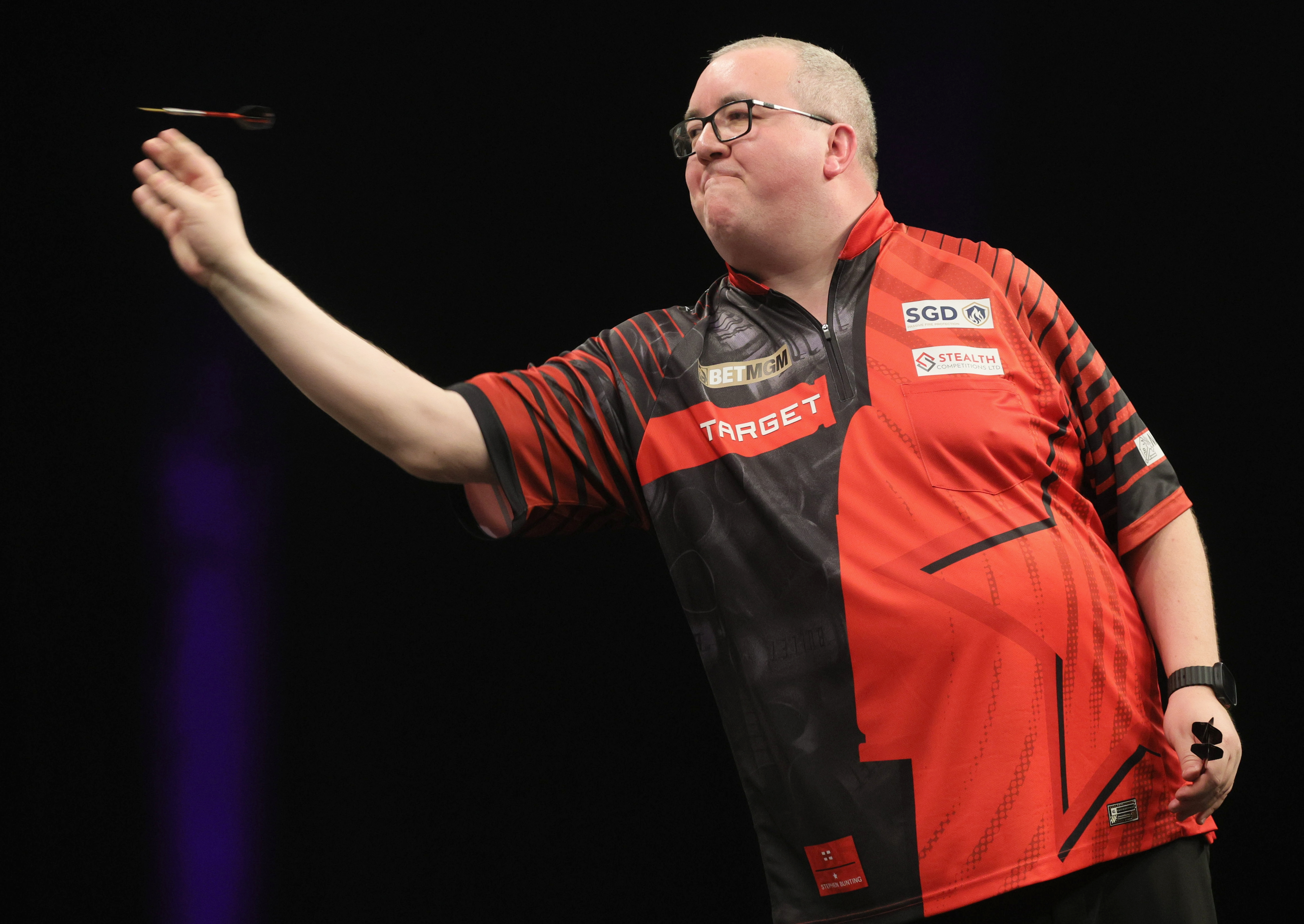
Bunting bei der Premier League Darts 2025 in Berlin

Mit dem Bahrain Darts Masters gewann Bunting im Januar 2025 erstmals ein Turnier auf der World Series of Darts. Nachdem er in der Hinrunde der Premier League sieglos geblieben war, holte er im April den ersten Tagessieg seiner Karriere in Berlin. Am folgenden Wochenende gewann er bei den International Darts Open seinen ersten Titel auf der European Tour. Im Juni 2025 gewann er mit dem Nordic Darts Masters sein zweites Turnier auf der World Series.

## Privates
Bunting ist verheiratet und hat zwei Söhne, Tobias (* 2012) und Theo (* 2024).

## Weltmeisterschaftsresultate

### BDO
- 2004: Achtelfinale (0:3-Niederlage gegen  Ted Hankey)
- 2005: 1. Runde (0:3-Niederlage gegen  John Henderson)
- 2009: 1. Runde (1:3-Niederlage gegen  Gary Robson)
- 2010: Achtelfinale (0:4-Niederlage gegen  Tony O’Shea)
- 2011: Viertelfinale (1:5-Niederlage gegen  Dean Winstanley)
- 2013: Achtelfinale (2:4-Niederlage gegen  Darryl Fitton)
- 2014: Sieger (7:4-Sieg gegen  Alan Norris)

### PDC
- 2015: Viertelfinale (4:5-Niederlage gegen  Raymond van Barneveld)
- 2016: 2. Runde (3:4-Niederlage gegen  Raymond van Barneveld)
- 2017: 1. Runde (2:3-Niederlage gegen  Darren Webster)
- 2018: 1. Runde (1:3-Niederlage gegen  Dimitri Van den Bergh)
- 2019: 2. Runde (1:3-Niederlage gegen  Luke Humphries)
- 2020: Achtelfinale (0:4-Niederlage gegen  Michael van Gerwen)
- 2021: Halbfinale (4:6-Niederlage gegen  Gerwyn Price)
- 2022: 2. Runde (2:3-Niederlage gegen  Ross Smith)
- 2023: Viertelfinale (3:5-Niederlage gegen  Michael Smith)
- 2024: Achtelfinale (0:4-Niederlage gegen  Michael van Gerwen)
- 2025: Halbfinale (1:6-Niederlage gegen  Luke Littler)

## Turnierergebnisse

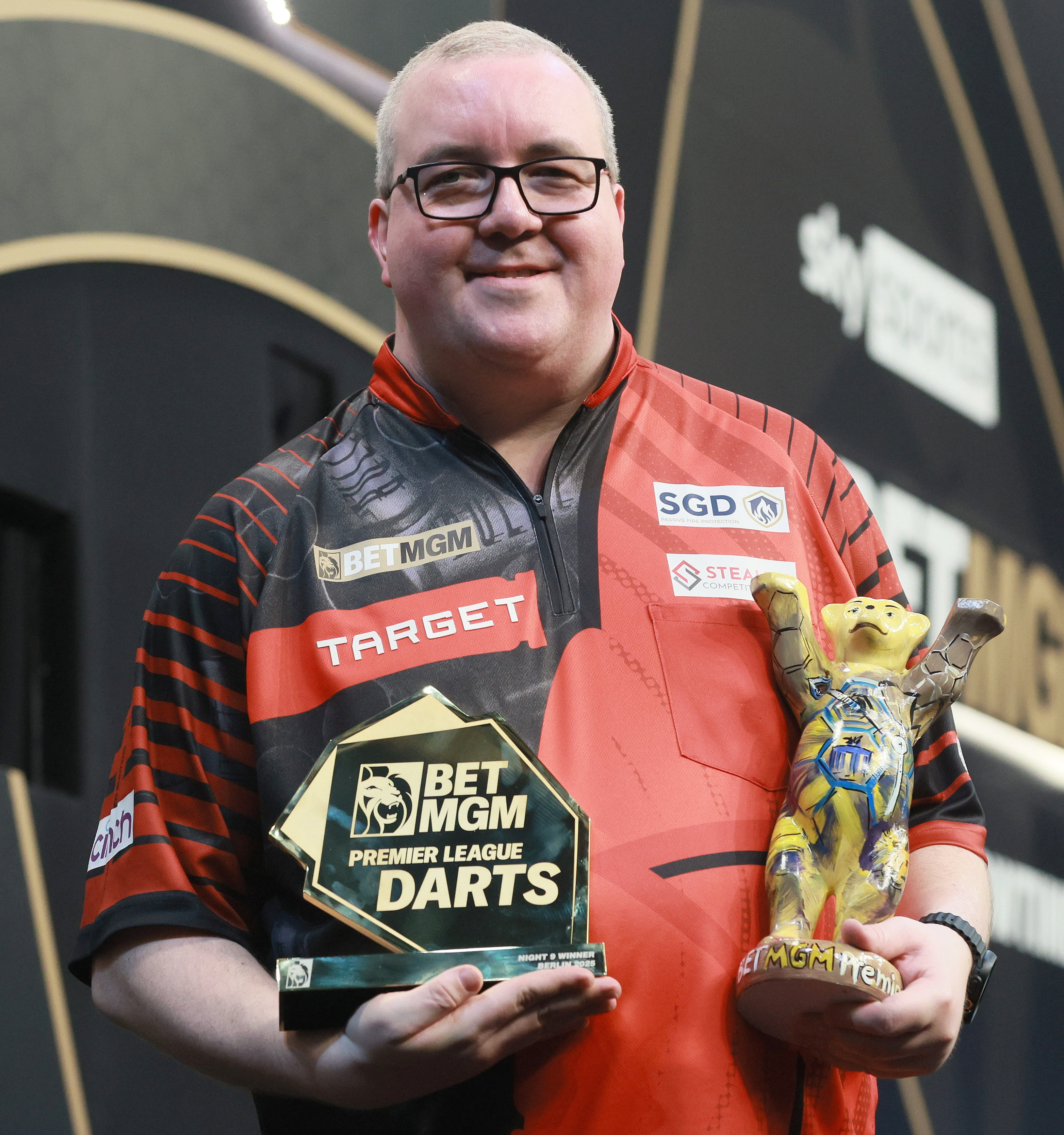
Bunting nach seinem ersten Turniersieg im Rahmen der Premier League Darts (Berlin 2025)

| Turnier                                    | 2002                       | 2003                       | 2004                       | 2005                       | 2006                       | 2007                       | 2008                       | 2009                       | 2010                       | 2011                       | 2012                       | 2013                       | 2014                           | 2015                           | 2016                           | 2017                           | 2018                           | 2019                           | 2020                           | 2021                           | 2022                           | 2023                           | 2024                           | 2025                           |
| ------------------------------------------ | -------------------------- | -------------------------- | -------------------------- | -------------------------- | -------------------------- | -------------------------- | -------------------------- | -------------------------- | -------------------------- | -------------------------- | -------------------------- | -------------------------- | ------------------------------ | ------------------------------ | ------------------------------ | ------------------------------ | ------------------------------ | ------------------------------ | ------------------------------ | ------------------------------ | ------------------------------ | ------------------------------ | ------------------------------ | ------------------------------ |
| BDO-Major-Turniere                         |                            |                            |                            |                            |                            |                            |                            |                            |                            |                            |                            |                            |                                |                                |                                |                                |                                |                                |                                |                                |                                |                                |                                |                                |
| Weltmeisterschaft                          | n/q                        | n/q                        | AF                         | R1                         | nicht qualifiziert         | nicht qualifiziert         | nicht qualifiziert         | R1                         | AF                         | VF                         | n/q                        | AF                         | S                              | nicht teilgenommen             | nicht teilgenommen             | nicht teilgenommen             | nicht teilgenommen             | nicht teilgenommen             | nicht teilgenommen             | Verband insolvent              | Verband insolvent              | Verband insolvent              | Verband insolvent              | Verband insolvent              |
| World Masters                              | R2                         | R2                         | AF                         | R3                         | R2                         | n/t                        | R4                         | AF                         | R1                         | VF                         | S                          | S                          | nicht teilgenommen             | nicht teilgenommen             | nicht teilgenommen             | nicht teilgenommen             | nicht teilgenommen             | nicht teilgenommen             | n/a                            | Verband insolvent              | Verband insolvent              | Verband insolvent              | Verband insolvent              | Verband insolvent              |
| WDF-Platin-/Major-Turniere                 |                            |                            |                            |                            |                            |                            |                            |                            |                            |                            |                            |                            |                                |                                |                                |                                |                                |                                |                                |                                |                                |                                |                                |                                |
| International League                       | n/a                        | n/q                        | GP                         | AF                         | n/q                        | n/q                        | nicht ausgetragen          | nicht ausgetragen          | nicht ausgetragen          | nicht ausgetragen          | nicht ausgetragen          | nicht ausgetragen          | nicht ausgetragen              | nicht ausgetragen              | nicht ausgetragen              | nicht ausgetragen              | nicht ausgetragen              | nicht ausgetragen              | nicht ausgetragen              | nicht ausgetragen              | nicht ausgetragen              | nicht ausgetragen              | nicht ausgetragen              | nicht ausgetragen              |
| World Trophy                               | n/q                        | R1                         | R1                         | R1                         | n/q                        | n/q                        | nicht ausgetragen          | nicht ausgetragen          | nicht ausgetragen          | nicht ausgetragen          | nicht ausgetragen          | nicht ausgetragen          | nicht ausgetragen              | nicht ausgetragen              | nicht ausgetragen              | nicht ausgetragen              | nicht ausgetragen              | nicht ausgetragen              | nicht ausgetragen              | nicht ausgetragen              | nicht ausgetragen              | nicht ausgetragen              | nicht ausgetragen              | nicht ausgetragen              |
| WDF World Cup Einzel                       | n/a                        | n/t                        | n/a                        | n/t                        | n/a                        | n/t                        | n/a                        | n/t                        | n/a                        | n/t                        | n/a                        | F                          | n/a                            | n/t                            | n/a                            | n/t                            | n/a                            | n/t                            | nicht ausgetragen              | nicht ausgetragen              | nicht ausgetragen              | n/t                            | n/a                            | n/t                            |
| Finder Masters                             | n/t                        | VF                         | GP                         | n/q                        | n/a                        | nicht teilgenommen         | nicht teilgenommen         | nicht teilgenommen         | nicht teilgenommen         | nicht teilgenommen         | S                          | F                          | nicht teilgenommen             | nicht teilgenommen             | nicht teilgenommen             | nicht teilgenommen             | nicht teilgenommen             | nicht ausgetragen              | nicht ausgetragen              | nicht ausgetragen              | nicht ausgetragen              | nicht ausgetragen              | nicht ausgetragen              | nicht ausgetragen              |
| PDC-Ranking-Turniere                       |                            |                            |                            |                            |                            |                            |                            |                            |                            |                            |                            |                            |                                |                                |                                |                                |                                |                                |                                |                                |                                |                                |                                |                                |
| Weltmeisterschaft                          | nicht teilgenommen         | nicht teilgenommen         | nicht teilgenommen         | nicht teilgenommen         | nicht teilgenommen         | nicht teilgenommen         | nicht teilgenommen         | nicht teilgenommen         | nicht teilgenommen         | nicht teilgenommen         | nicht teilgenommen         | nicht teilgenommen         | nicht teilgenommen             | VF                             | R2                             | R1                             | R1                             | R2                             | AF                             | HF                             | R2                             | VF                             | AF                             | HF                             |
| World Masters                              | nicht ausgetragen          | nicht ausgetragen          | nicht ausgetragen          | nicht ausgetragen          | nicht ausgetragen          | nicht ausgetragen          | nicht ausgetragen          | nicht ausgetragen          | nicht ausgetragen          | nicht ausgetragen          | nicht ausgetragen          | nicht ausgetragen          | nicht ausgetragen              | nicht ausgetragen              | nicht ausgetragen              | nicht ausgetragen              | nicht ausgetragen              | nicht ausgetragen              | nicht ausgetragen              | nicht ausgetragen              | nicht ausgetragen              | nicht ausgetragen              | nicht ausgetragen              | VF                             |
| UK Open                                    | n/a                        | nicht qualifiziert         | nicht qualifiziert         | nicht qualifiziert         | nicht qualifiziert         | nicht qualifiziert         | nicht qualifiziert         | nicht qualifiziert         | nicht qualifiziert         | nicht qualifiziert         | R2                         | R4                         | R4                             | HF                             | AF                             | R2                             | R4                             | R4                             | AF                             | R4                             | R5                             | R4                             | VF                             | R4                             |
| World Matchplay                            | nicht teilgenommen         | nicht teilgenommen         | nicht teilgenommen         | nicht teilgenommen         | nicht teilgenommen         | nicht teilgenommen         | nicht teilgenommen         | nicht teilgenommen         | nicht teilgenommen         | nicht teilgenommen         | nicht teilgenommen         | nicht teilgenommen         | AF                             | R1                             | R1                             | R1                             | R1                             | VF                             | n/q                            | R1                             | R1                             | R1                             | AF                             | VF                             |
| World Grand Prix                           | nicht teilgenommen         | nicht teilgenommen         | nicht teilgenommen         | nicht teilgenommen         | nicht teilgenommen         | nicht teilgenommen         | nicht teilgenommen         | nicht teilgenommen         | nicht teilgenommen         | nicht teilgenommen         | nicht teilgenommen         | nicht teilgenommen         | HF                             | R1                             | AF                             | R1                             | R1                             | AF                             | n/t                            | HF                             | AF                             | AF                             | R1                             |                                |
| European Championship                      | nicht ausgetragen          | nicht ausgetragen          | nicht ausgetragen          | nicht ausgetragen          | nicht ausgetragen          | nicht ausgetragen          | nicht teilgenommen         | nicht teilgenommen         | nicht teilgenommen         | nicht teilgenommen         | nicht teilgenommen         | nicht teilgenommen         | VF                             | AF                             | AF                             | AF                             | R1                             | AF                             | n/q                            | n/q                            | R1                             | AF                             | R1                             |                                |
| Grand Slam                                 | nicht ausgetragen          | nicht ausgetragen          | nicht ausgetragen          | nicht ausgetragen          | nicht ausgetragen          | kein Ranking-Turnier       | kein Ranking-Turnier       | kein Ranking-Turnier       | kein Ranking-Turnier       | kein Ranking-Turnier       | kein Ranking-Turnier       | kein Ranking-Turnier       | kein Ranking-Turnier           | n/q                            | n/q                            | AF                             | AF                             | n/q                            | n/q                            | GP                             | n/q                            | HF                             | AF                             |                                |
| Players Championship Finals                | nicht ausgetragen          | nicht ausgetragen          | nicht ausgetragen          | nicht ausgetragen          | nicht ausgetragen          | nicht ausgetragen          | nicht ausgetragen          | nicht teilgenommen         | nicht teilgenommen         | nicht teilgenommen         | nicht teilgenommen         | nicht teilgenommen         | AF                             | R1                             | R1                             | AF                             | VF                             | VF                             | R1                             | R1                             | R1                             | VF                             | R1                             |                                |
| PDC-Turniere ohne Einfluss auf das Ranking |                            |                            |                            |                            |                            |                            |                            |                            |                            |                            |                            |                            |                                |                                |                                |                                |                                |                                |                                |                                |                                |                                |                                |                                |
| The Masters                                | nicht ausgetragen          | nicht ausgetragen          | nicht ausgetragen          | nicht ausgetragen          | nicht ausgetragen          | nicht ausgetragen          | nicht ausgetragen          | nicht ausgetragen          | nicht ausgetragen          | nicht ausgetragen          | nicht ausgetragen          | nicht qualifiziert         | nicht qualifiziert             | nicht qualifiziert             | AF                             | n/q                            | n/q                            | VF                             | n/q                            | R1                             | R1                             | AF                             | S                              | n/a                            |
| Premier League                             | nicht ausgetragen          | nicht ausgetragen          | nicht ausgetragen          | nicht eingeladen           | nicht eingeladen           | nicht eingeladen           | nicht eingeladen           | nicht eingeladen           | nicht eingeladen           | nicht eingeladen           | nicht eingeladen           | nicht eingeladen           | nicht eingeladen               | 8.                             | nicht eingeladen               | nicht eingeladen               | nicht eingeladen               | nicht eingeladen               | C                              | nicht eingeladen               | nicht eingeladen               | nicht eingeladen               | nicht eingeladen               | 8.                             |
| World Series Finals                        | nicht ausgetragen          | nicht ausgetragen          | nicht ausgetragen          | nicht ausgetragen          | nicht ausgetragen          | nicht ausgetragen          | nicht ausgetragen          | nicht ausgetragen          | nicht ausgetragen          | nicht ausgetragen          | nicht ausgetragen          | nicht ausgetragen          | nicht ausgetragen              | VF                             | nicht qualifiziert             | nicht qualifiziert             | nicht qualifiziert             | nicht qualifiziert             | nicht qualifiziert             | nicht qualifiziert             | nicht qualifiziert             | nicht qualifiziert             | R1                             |                                |
| Grand Slam                                 | nicht ausgetragen          | nicht ausgetragen          | nicht ausgetragen          | nicht ausgetragen          | nicht ausgetragen          | nicht qualifiziert         | nicht qualifiziert         | nicht qualifiziert         | nicht qualifiziert         | nicht qualifiziert         | nicht qualifiziert         | nicht qualifiziert         | VF                             | Ranking-Turnier                | Ranking-Turnier                | Ranking-Turnier                | Ranking-Turnier                | Ranking-Turnier                | Ranking-Turnier                | Ranking-Turnier                | Ranking-Turnier                | Ranking-Turnier                | Ranking-Turnier                | Ranking-Turnier                |
| Karrierestatistiken                        |                            |                            |                            |                            |                            |                            |                            |                            |                            |                            |                            |                            |                                |                                |                                |                                |                                |                                |                                |                                |                                |                                |                                |                                |
| Platzierung am Jahresende                  | unbekannt                  | unbekannt                  | <16                        | unbekannt                  | unbekannt                  | unbekannt                  | unbekannt                  | unbekannt                  | 79                         | 32                         | 1                          | 1                          | 24                             | 16                             | 19                             | 22                             | 17                             | 17                             | 17                             | 20                             | 24                             | 16                             | 8                              |                                |
| Verband                                    | British Darts Organisation | British Darts Organisation | British Darts Organisation | British Darts Organisation | British Darts Organisation | British Darts Organisation | British Darts Organisation | British Darts Organisation | British Darts Organisation | British Darts Organisation | British Darts Organisation | British Darts Organisation | Professional Darts Corporation | Professional Darts Corporation | Professional Darts Corporation | Professional Darts Corporation | Professional Darts Corporation | Professional Darts Corporation | Professional Darts Corporation | Professional Darts Corporation | Professional Darts Corporation | Professional Darts Corporation | Professional Darts Corporation | Professional Darts Corporation |

| Legende zu den Turnierergebnissen | Legende zu den Turnierergebnissen | Legende zu den Turnierergebnissen | Legende zu den Turnierergebnissen | Legende zu den Turnierergebnissen | Legende zu den Turnierergebnissen | Legende zu den Turnierergebnissen | Legende zu den Turnierergebnissen | Legende zu den Turnierergebnissen | Legende zu den Turnierergebnissen |
| --------------------------------- | --------------------------------- | --------------------------------- | --------------------------------- | --------------------------------- | --------------------------------- | --------------------------------- | --------------------------------- | --------------------------------- | --------------------------------- |
| n/t                               | nicht teilgenommen                | n/q                               | nicht qualifiziert                | n/a                               | nicht ausgetragen                 | R#                                | Aus in jeweiliger Runde           | GP                                | Aus in der Gruppenphase           |
| AF                                | Achtelfinalist                    | VF                                | Viertelfinalist                   | HF                                | Halbfinalist                      | F                                 | Turnierfinalist                   | S                                 | Turniersieger                     |

## Titel

### BDO
- Majors
  - World Championship: 2014
  - World Masters: 2012, 2013
  - Zuiderduin Masters: 2012
- Weitere
  - 2001: British Teenage Open
  - 2008: Northern Ireland Open
  - 2009: British Classic
  - 2010: England Classic
  - 2011: England Classic, Tops of Ghent
  - 2012: Welsh Classic, Granite City Open, BDO Gold Cup, Sunparks Masters
  - 2013: Isle of Man Open, Hal Open, Welsh Open, England Open, England Masters, England Matchplay, Jersey Open, Jersey Classic

### PDC
- Majors
  - The Masters: 2024
- World Series
  - World Series 2025: (2) Bahrain Masters, Nordic Masters
- Pro Tour
  - Players Championships
    - Players Championships 2016: 2
    - Players Championships 2021: 17
    - Players Championships 2025: 18

  - European Tour
    - European Tour 2025: (1) International Open

  - UK Open Qualifiers
    - UK Open Qualifiers 2014: 2

### Andere
- 2000: Lancashire Open, Eastbourne Open
- 2008: Lytham St Annes Open
- 2009: Tyne and Wear Open 1, Stanton Open
- 2011: Morecampe Bay Summer Classic
- 2012: Cheshire Open
- 2013: Soft Tip Dartslive France, Soft Tip Dartslive Hong Kong 4, Cyprus Challenge 2
- 2014: Warwickshire Invitational
- 2025: Die Promi-Darts-WM